# Pietro Liberi

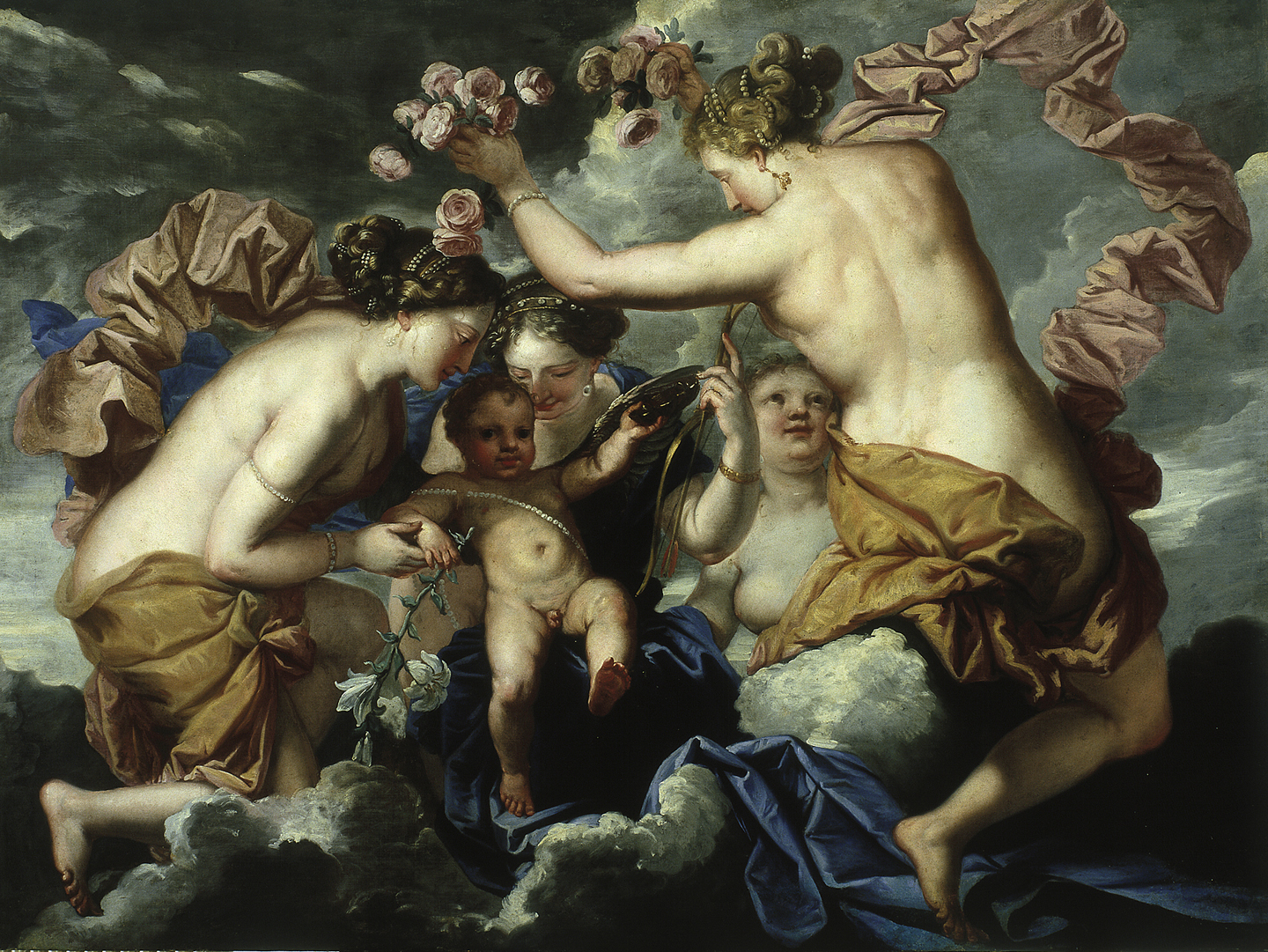
Pietro Liberi: Venus, Amor und die drei Grazien, Landesmuseum Joanneum, Graz

Pietro Liberi (* 1605 in Padua; † 18. Oktober 1687 in Venedig) war ein italienischer Maler des venezianischen Barocks.

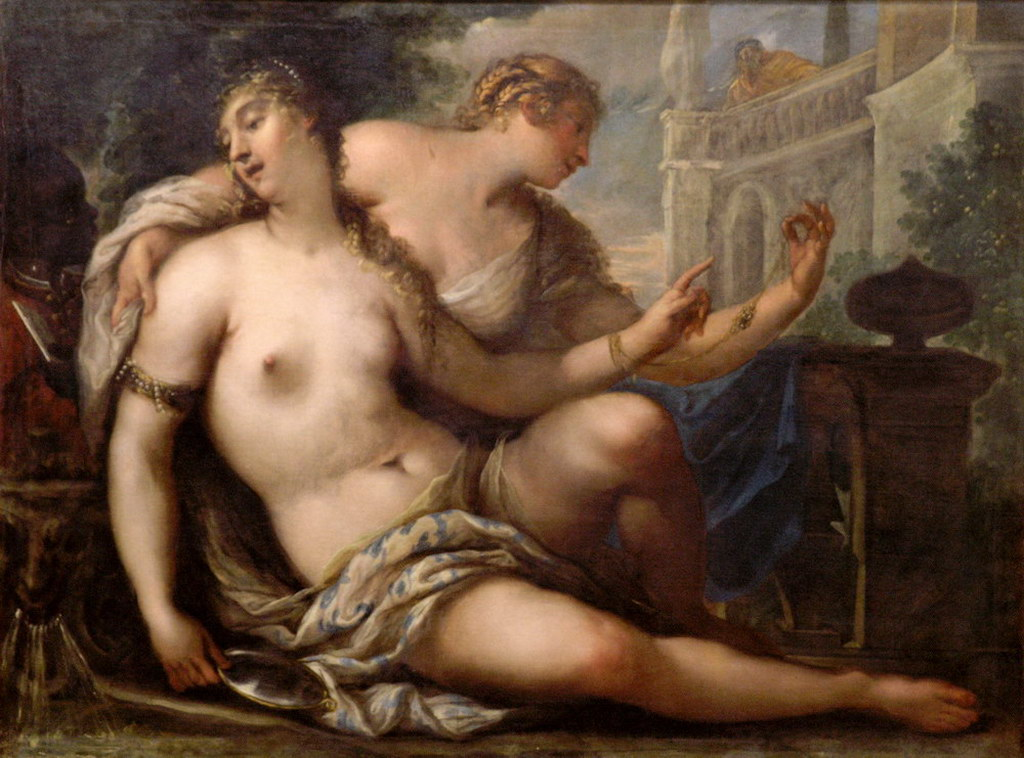
Bathseba, Museum of Fine Arts, Republik Moldawien

## Leben
Pietro Liberi kam in jungen Jahren nach Venedig und wurde ein Schüler des Malers Alessandro Varotari (Padovanino).
In der Zeit von 1628 bis 1638 unternahm er im Auftrag venezianischer Kaufleute ausgedehnte Reisen durch das östliche Mittelmeer, die ihn unter anderem nach Konstantinopel und Tunis führten.
1638 traf Liberi in Rom ein, wo er seine Studien der Malerei zwei Jahre lang fortsetzte. Besonderen Einfluss auf seine künstlerische Entwicklung hatten die Werke von Michelangelo, Raffael, Annibale Carracci, Pietro da Cortonas und Guido Renis sowie die Bekanntschaft mit dem Bildhauer Gianlorenzo Bernini. Liberis erstes erhaltenes Werk, Raub der Sabinerinnen (1641; Siena), verdeutlicht diese Einflüsse auf seinen Stil, der sich als Hochbarock klassizistischer Prägung einordnen lässt.
Ca. 1643 kehrte Liberi nach Venedig zurück und führte sein Werk fort. Zahlreiche seiner Fresken dekorieren heute Paläste und Kirchen in Venedig und seine Ölbilder sind in der Eremitage, dem Britischen Museum und anderen Ausstellungen zu besichtigen. Da die Motive seiner Bilder oft erotischer Natur waren, trug Liberis den Spitznamen „Il Libertino“.
Sein Sohn Marco Liberi (1640–1725) trat in seine Fußstapfen und wandte sich ebenfalls erfolgreich der Malerei zu.